# Oberkesselberg
Oberkesselberg ist ein Gemeindeteil des Marktes Titting im oberbayerischen Landkreis Eichstätt.
Das Dorf Oberkesselberg liegt auf einer leicht nach Osten geneigten Hochfläche nordöstlich des namengebenden Kesselbergs (559 m). Es ist baulich verbunden mit Unterkesselberg und liegt auf der Gemarkung Kesselberg.

## Geschichte
Oberkesselberg war ein Gemeindeteil der Gemeinde Kesselberg, die im Zuge der Gebietsreform am 1. Juli 1971 in den Markt Titting eingemeindet wurde. Zuletzt bei der Volkszählung 1970 wurden die Daten getrennt für Ober- und Unterkesselberg erhoben. Damals gab es in Oberkesselberg 63 und in Unterkesselberg 77 Einwohner. Bei der Volkszählung 1987 wurden für Ober- und Unterkesselberg zusammen 140 Einwohner ermittelt.